# Bonielles
Bonielles es una parroquia del concejo de Llanera, en el Principado de Asturias (España). Alberga una población de 182 habitantes (INE 2011) en 68 viviendas. Ocupa una extensión de 5,79 km².
Está situada a 6 km de la capital, en la zona central del concejo. Limita al norte con las parroquias de Arlós y Ferroñes; al este, con la de Rondiella; al sur, con la de San Cucufate de Llanera, también conocida como San Cucao; y al oeste, con la de Santa Cruz de Llanera.
Los lugares principales son la iglesia parroquia de San Nicolás, con su cementerio colindante, la fuente de La Frecha, en la carretera, y un taller de reparación de tractores, el único negocio de esta aldea, Agrícola Josmar. El pueblo está a los pies del Monte Arbona, con plantaciones de eucaliptos, que sufrió incendios en su pasado. 
Una aldea agrícola, con ganadería bovina dedicada a la producción de leche que recoge semanalmente la Central Lechera Asturiana. En Bonielles, muchas de sus casas producen sidra, utilizada para consumo propio. Los platos típicos asturianos que se cocinan en Bonielles son la fabada Asturiana, el arroz con leche, los frisuelos (semejantes a los crêpes franceses) y las "casadielles" (una masa frita que se come preferiblemente en caliente y con azúcar espolvoreado). 
En los años 70, Bonielles contaba con su propia romería, a la Virgen del Fresno, una ermita localizada en el Monte Arbona. En los bares temporales erigidos con troncos y lonas se consumían los "bollus preñaos", un chorizo encerrado en la masa de un pan y horneado en su conjunto, dando lugar a un bocadillo cerrado de delicioso chorizo de aldea.  
Con vistas sobre los Picos de Europa, en días despejados, Bonielles es un paraje tranquilo y reposado para el descanso, situándose a unos veinte minutos de la capital del Principado en coche. En verano, la playa de Salinas se encuentra a unos 35 minutos en coche, atravesando la ciudad de Avilés. Como gran contraste a este paraje agrícola y ganadero, Bonielles cuenta también con un estudio de grabación.

## Poblaciones
Según el nomenclátor de 2011 la parroquia está formada por las poblaciones de:
- Bonielles (aldea): 58 habitantes.
- Carbajal (Carbayal en asturiano y oficialmente) (lugar): 62 habitantes.
- El Fresno (lugar): 7 habitantes.
- Panizales (aldea): 23 habitantes.
- La Peña (lugar): 5 habitantes.
- Vidriera (Vidrera) (aldea): 27 habitantes.